# Montefino
Montefino (Mundefìne in abruzzese) è un comune italiano di 922 abitanti della provincia di Teramo in Abruzzo, gemellato con la cittadina bavarese di Aiterhofen fin dal 2 ottobre 2003. La firma del gemellaggio è avvenuta a Montefino. Fa parte della Comunità montana del Vomano, Fino e Piomba.

## Storia
La prima testimonianza medievale del paese è di età normanna, intorno al 1150, con la menzione di castellum della contea di Penne, denominato Mons Siccus; all'epoca era un feudo di appena 65 abitanti, tenuto da Trasmondo di Colle Madii, per conto del Conte Roberto di Aprutio. A seguito delle migrazioni delle popolazioni albanesi che tra il 1468 ed il 1478, in fuga dagli Ottomani, si riversarono abbondantemente anche alla foce della Pescara, la popolazione nella vicina frazione di Villa Bozzacrebbe notevolmente. A riprova di ciò bisogna ricordare che il 30 giugno 1600 l'Università di Atri, rappresentata da Scipione Brigotti Mastrogiurato, Giovanni Antonio Cicchitto e Gianbattista Todino, uomini del "Reggimento", stabilì con gli Schiavoni e gli uomini di Villa Bozza, un nuovo patto e una nuova convenzione in sostituzione di quelli del 1475, risultanti in alcune parti lesi e non leggibili per l'antichità, in cui si confermavano i diritti feudali di Atri su Villa Bozza. Successivamente, nel 1862, il Comune di Montesecco venne rinominato Montefino.

## Monumenti e luoghi d'interesse

### Castello di Corte (XII secolo)
Fece parte della contea di Penne nel X secolo, e poi di proprietà degli Angioini nel XIII secolo. Nel 1454 è di proprietà degli Acquaviva di Atri.
Oggi il borgo medievale è stato restaurato e del castello rimane una torre circolare legata a un complesso di case,  derivanti dal castello. La torre ha in cima un coronamento di arcate a tutto sesto con copertura del tetto in tegole.

### Chiesa della Madonna del Carmine (XIV secolo)
Chiesa antica, fu fondata nell'XI secolo e poi rimaneggiata nel Medioevo. I resti della vecchia chiesa si vedono da una parte della muratura a scarpa in cui è in rilievo un angelo.
La chiesa è stata ristrutturata in forma barocca, con copertura a capanna e bastioni contrafforti sui lati. Il portale della facciata è semplice con architrave e timpano. Il campanile è a torre.

### Chiesa di San Giacomo Apostolo (XVII secolo)
Anche questa chiesa fu costruita in epoca romanica. Oggi è del tutto barocca, con facciata semplice, portale con architrave in stile greco classico e finestrato seicentesco. La parte interna è a navata unica con otto altari di colonne marmoree. I capitelli sono corinzi e dorati. Presso l'altare vi è un dipinto di San Giacomo incastonato fra due colonne di marmo con architrave.

## Società

### Evoluzione demografica
Abitanti censiti

## Amministrazione
| Periodo        | Periodo        | Primo cittadino | Partito                                             | Carica  | Note          |
| -------------- | -------------- | --------------- | --------------------------------------------------- | ------- | ------------- |
| 23 aprile 1995 | 13 giugno 2004 | Sandro Sierri   | Lista civica                                        | Sindaco | [ 10 ] [ 11 ] |
| 14 giugno 2004 | 7 giugno 2009  | Benito Profeta  | Lista civica di centro-destra                       | Sindaco | [ 12 ]        |
| 8 giugno 2009  | in carica      | Ernesto Piccari | Lista civica di centro-sinistra Uniti per Montefino | Sindaco | [ 13 ] [ 14 ] |